# Javier Guarino
Javier Guarino, vollständiger Name Luis Javier María Guarino Moscatell, (* 16. April 1986 in Salto) ist ein uruguayischer ehemaliger Fußballspieler.

## Karriere
Der je nach Quellenlage 1,81 oder 1,82 Meter große Offensivakteur Guarino gehörte in der Clausura 2006 dem Kader des Erstligisten Defensor Sporting an. In der Saison 2006/07 sowie in der Apertura 2007 wird er sodann in Reihen des Plaza Colonias geführt. In diesem Zeitraum erzielte er bei dem Klub aus dem Südwesten Uruguays neun Ligatreffer in der Segunda División. In der Spielzeit 2008/09 absolvierte er für den niederländischen Verein FC Zwolle nach insoweit widersprüchlicher Quellenlage 24 Spiele mit fünf Toren oder 22 Partien mit zwei Treffern in der Eerste Divisie. 2011 bis in den Januar 2012 stand er in Reihen des ecuadorianischen Klubs CD Espoli. Zehn Tore bei 41 Einsätzen in der Primera A weist die Statistik dort für ihn aus. In der ersten Jahreshälfte 2012 war er sodann für den Club Atlético Bella Vista aktiv. Er lief beim Verein aus Montevideo 14-mal in der Primera División auf und schoss vier Tore. Ab Juli 2012 spielte er rund ein Jahr für Deportivo La Guaira in Venezuela. 14 Tore bei 34 Erstligaspielen stehen bei dieser Station für ihn zu Buche. In der Saison 2013/14 verblieb er in der Primera División, war allerdings für einen anderen Arbeitgeber – den FC Caracas – aktiv. Elfmal wurde er in der Liga aufgestellt. Dreimal traf er ins gegnerische Tor. Sein Verein gewann in jener Saison die Copa Venezuela 2013. Zur Apertura 2014 schloss er sich dem Tacuarembó FC an, der zuvor Meister der Segunda División geworden und aufgestiegen war. In der Apertura 2014 wurde er fünfmal (zwei Tore) in der höchsten uruguayischen Spielklasse eingesetzt. Im Januar 2015 wechselte er nach Guatemala zu Xelajú. Dort lief er 18-mal in der Liga Nacional auf und schoss neun Tore. Anfang August 2015 trat er ein Engagement bei LDU Portoviejo an. Beim ecuadorianischen Verein erzielte er acht Ligatreffer. Zum Jahresanfang schloss er sich dem chilenischen Klub Deportes Copiapó an. Bislang (Stand: 3. März 2017) kam er dort in 31 Ligaspielen (14 Tore) der Primera B und zwei Begegnungen (drei Tore) der Copa Chile zum Einsatz.
Ende 2019 verletzte sich Javier Guarino in Diensten des uruguayischen Klubs Ferro Carril FC und fiel lange aus. Er konnte seine Karriere nicht wieder aufnehmen.

## Erfolge
- Copa Venezuela: 2013